# Marion Hänsel
Marion Hänsel, geboren als Marion Ackermann, (Marseille, 12 februari 1949 - Sint-Pieters-Woluwe, 8 juni 2020) was een Belgisch actrice, filmregisseur en filmproducent. Ze maakte een vijftiental films, met als geliefd thema de confrontatie met de natuur.

## Loopbaan
Hänsel groeide op in Antwerpen en studeerde film aan het IAD en toneel bij Jean Nergal-Louis Boxus in Brussel. Daar begon ze ook haar carrière als theateractrice. In 1974 studeerde ze aan de Actor's Studio en trad er op als actrice voor toneel in New-York. Vanaf 1976 studeerde ze in de circusschool van Annie Fratellini in Parijs. Dankzij het feit dat ze in de circusschool had leren koorddansen en jongleren kreeg ze een bijrol in L'une chante, l'autre pas van Agnès Varda (1977). Datzelfde jaar richtte ze haar eigen productiehuis op, dat ze de naam Man's Films gaf omdat er alleen vrouwen werkten. In de jaren 70 en de vroege jaren 80 bleef ze in films acteren. Ondertussen reisde ze de wereld af met haar camera.
Hänsel debuteerde als regisseur in 1982 met Le Lit, naar een roman van Dominique Rolin. Ze won er de prijs voor Beste Belgische film mee. Drie jaar later won ze de Zilveren Leeuw op het Filmfestival van Venetië met haar film Dust, een bewerking van In the heart of the country van J.M. Coetzee. De hoofdrollen werden gespeeld door Trevor Howard en Jane Birkin. In Il Maestro uit 1990 speelde Charles Aznavour mee. Met Between the Devil and the Deep Blue Sea nam ze in 1995 deel aan het Filmfestival van Cannes.
Haar meest persoonlijke film werd Nuages, Lettres à mon fils uit 2001. In de film combineerde Hänsel haar fascinatie voor wolken met herinneringen aan opnamelocaties en brieven die gericht waren aan haar zoon. De film werd in vijf verschillende taalversies uitgebracht. Catherine Deneuve sprak de Franse versie in, Charlotte Rampling de Engelse en Antje De Boeck de Nederlandse versie.
Begin 2020 stelde ze Il était un petit navire voor op het International Film Festival Rotterdam. Het was een autobiografie, gefilmd vanuit het ziekenhuis, nadat ze was hersteld van een hartoperatie. Later dat jaar overleed ze aan de gevolgen van een ziekte.

## Filmografie (selectie)
Als regisseur c.q. regisseur en producent:
- 1977: Equilibre (korte film)
- 1982: Le Lit
- 1985: Dust
- 1987: Les Noces barbares
- 1989: Il Maestro
- 1992: Sur la terre comme au ciel
- 1995: Between the devil and the deep blue sea
- 1998: The Quarry (La Faille)
- 2000: Presque rien
- 2001: Nuages, Lettres à mon fils
- 2006: Si le vent soulève les sables
- 2010: Noir océan
- 2013: La tendresse
- 2019: Il était un petit navire

Als actrice:
- 1969: Palaver (regie: Emile Degelin)
- 1974: Salut en de kost (regie: Patrick Lebon)
- 1976: Berthe (regie: Patrick Ledoux)
- 1977: L'une chante, l'autre pas (regie: Agnès Varda)
- 1979: Histoires de voyous: La Belle Affaire
- 1985: Mauvaises réponses (korte speelfilm van Susana Rossberg)
- 2002: Science Fiction (regie: Danny Deprez)